# WXIII Patlabor The Movie 3 OST
WXIII Patlabor The Movie 3 OST è la colonna sonora del terzo film della saga di Patlabor, WXIII - Patlabor The Movie 3, composta da Kenji Kawai.

## Lista delle tracce
1. Title
2. Something Beauty
3. Their Daily Lives
4. Inpatiants
5. Her Solitude
6. Darkness Besides Airport
7. Wxiii
8. At the Institute
9. Invisible Uneasiness
10. Self-Defense Forces
11. Detectives
12. Other Side of Her
13. Serious Decision
14. Ryujin
15. Sonata Fur Klavier Nr. 8 Pathetique Adagio Cantabile
16. Last Rain
17. Ending